# Mietvertrag (Schweiz)
In der Schweiz ist ein Mietvertrag ein Rechtsgeschäft, das den Vermieter verpflichtet, dem Mieter die vermietete Sache zu überlassen. Im Gegenzug schuldet der Mieter dem Vermieter Zahlung einer Miete. Hier richtet sich das Mietverhältnis vor allem nach den Bestimmungen des schweizerischen Obligationenrechts. Massgebend ist zudem die Verordnung über die Miete und Pacht von Wohn- und Geschäftsräumen (VMWG).

## Rechte und Pflichten
Der Vermieter wird verpflichtet, die Mietsache – in der Regel eine Wohnung oder eine Geschäftsräumlichkeit – zum vereinbarten Termin in einem «zum vorausgesetzten Gebrauch tauglichen Zustand zu übergeben und zu erhalten». Insbesondere ist er während der gesamten Mietdauer für den Unterhalt der Mietsache und des eventuell darin enthaltenen mitvermieteten Mobiliars zuständig. Letzteres gilt in unmöbliert vermieteten Wohnungen beispielsweise für die von verschiedenen Mietparteien gemeinsam genutzte Waschküche mit ihrem Inventar. Versagt also die Waschmaschine ihren Dienst, muss der Vermieter innert nützlicher Frist auf eigene Kosten eine neue anschaffen – entsprechende Amortisationskosten sind demnach im Mietzins enthalten.
Der Mieter ist im Gegensatz verpflichtet, den vereinbarten Mietzins regelmässig zu bezahlen. Sogenannte Nebenkosten – separat geführte Abrechnungen für Strom, Wasser oder Heizung – muss er nur dann bezahlen, wenn das im Mietvertrag so geregelt ist. Eine separate Nebenkostenabrechnung ist inzwischen üblich, da sie besonders in Mehrfamilienhäusern eine individuelle Abrechnung dieser Ausgaben und damit auch eine gewisse Sparmöglichkeit der Mieter ermöglicht. Der Mieter muss die Mietsache sorgfältig gebrauchen und auf seine Nachbarn Rücksicht nehmen. Er haftet nicht für Schäden durch reine Abnützung oder durch Zufall, aber für vorsätzlich oder grob fahrlässig verursachte Schäden an der Mietsache. Behandelt er die Mietsache wiederholt und trotz Mahnung unsorgfältig, kann ihm der Vermieter fristlos kündigen.

### Mietzins
In der Schweiz ist der Mietzins in Gestalt der sog. Kostenmiete an den aktuellen, durchschnittlichen Hypothekarzinssatz (hypothekarischer Referenzzinssatz) des Bundes gekoppelt. Der aktuelle Referenzzinssatz wird vom Bundesamt für Wohnungswesen veröffentlicht. Dieser wird alle 3 Monate festgelegt, basierend auf den Daten der Vorperiode. Bis 2008 war dies kantonal geregelt, d. h. jeder Kanton hatte seinen eigenen Referenzzinssatz berechnet durch die jeweilige Kantonalbank.
Die Kopplung führt dazu, dass der Vermieter bei einem veränderten Zinssatz die Monatsmiete in gleichen Ausmasse erhöhen darf – allerdings auch senken muss. Es ist Usus, letzteres grundsätzlich zu «vergessen», weshalb dies vom Mieter selbst eingefordert werden muss. Der zu Grunde liegende Hypothekarzinssatz soll daher aus dem Mietvertrag ersichtlich sein.
Diese Kopplung gilt nicht für Mietverträge mit indexierten oder staatlich verbilligten Mieten.

## Kündigung
Ist der Mietvertrag über eine vorher bestimmte Zeitdauer abgeschlossen, endet die Miete ohne Kündigung, andernfalls kann jede Partei, in der Regel unter Angabe von Gründen, unter Einhaltung der gesetzlichen Frist auf einen ortsüblichen Termin kündigen. Die gesetzlichen Fristen und Termine gelten, sofern keine längere Frist oder kein anderer Termin vereinbart wurde (Art. 266a). Die minimale Frist ist abhängig von der Mietsache. Für Geschäftsräume beträgt sie sechs (Art. 266d), für Wohnungen drei Monate (Art. 266c), jeweils kündbar auf Ende Juni und Ende Dezember oder Ende März, Ende Juni, Ende September und Ende Dezember, wobei diese Termine ortsabhängig sind oder vereinbart werden können. Für möblierte Zimmer (ggf. mit Bad- und Küchennutzung, aber ohne gemeinsames Wohnzimmer) beträgt sie zwei Wochen, kündbar zum Ende einer einmonatigen Mietdauer (Art. 266e OR).
Eine Kündigung des Vermieters von Wohn- und Geschäftsräumen ist nichtig, wenn sie z. B. ohne Verwendung des vorgeschriebenen Formulars ausgesprochen wurde (Art. 266l und Art. 266o OR). Daneben gibt es verschiedene andere Kündigungs-Vorbehalte, etwa dass eine Kündigung eines Mieters zur Neuausschreibung der Wohnung bei höherem Mietzins nicht erlaubt ist. Der Gesetzgeber hat (u. a. in ff. Art. 271 ff. OR, «Kündigungsschutz») Vorschriften erlassen, die verhindern sollen, dass der Vermieter die Abhängigkeit seines Mieters zu seinem Vorteil ausnützt.
Der Mieter von Wohn- und Geschäftsräumen kann gemäss Art. 272 OR Erstreckung des Mietverhältnisses verlangen, wenn die Beendigung der Miete eine durch die Interessen des Vermieters nicht zu rechtfertigende Härte zur Folge hätte.